# Ольшина (Сілезьке воєводство)
Ольшина (пол. Olszyna, нім. Ollschin) — село в Польщі, у гміні Герби Люблінецького повіту Сілезького воєводства.
Населення — 752 особи (2011).
У 1975-1998 роках село належало до Ченстоховського воєводства.

## Демографія
Демографічна структура станом на 31 березня 2011 року:
|          | Загалом | Допрацездатний вік | Працездатний вік | Постпрацездатний вік |
| -------- | ------- | ------------------ | ---------------- | -------------------- |
| Чоловіки | 360     | 67                 | 250              | 43                   |
| Жінки    | 392     | 66                 | 237              | 89                   |
| Разом    | 752     | 133                | 487              | 132                  |